# Partito Ba'th (Iraq)
Il Partito Ba'th Arabo Socialista o Partito del Risorgimento Arabo Socialista (in arabo حزب البعث العربي الاشتراك‎?, Ḥizb al-Baʿth al-ʿArabī al-Ishtirākī), noto anche come il Movimento Ba'th pro-iracheno, è stato un partito politico ba'thista con sede a Baghdad, in Iraq. È una delle due fazioni (con nomi identici) sorte nel 1966 dalla scissione del Partito Ba'th Unito.

## Storia

### Nascita
Quando dalla Siria si allargò all'Iraq, la prima base del partito fu Baghdad, nel suburbio di Aˁdhamiyya ma presto l'azione si allargò a Nāṣiriyya, Ramādī, Basra, Najaf e altrove. Molti aderenti della prima ora provenivano dall’Istiqlāl ("Indipendenza"), un partito politico di un certo seguito che riuniva convinti assertori degli ideali panarabi e anti-britannici e che, in alcuni casi, avevano flirtato con l'Asse quando nel corso della seconda guerra mondiale era sembrato possibile scrollarsi il dominio di Londra in conseguenza della vittoria della Germania nazista e dell'Italia fascista. Fra i primi organizzatori destinati ad assolvere dal 1951 un compito assai rilevante per circa otto anni all'interno del nuovo partito del Baʿth, ricordiamo proprio un “istiqlaliano”, Fuʾād Rikābī, studente d'ingegneria sciita di 20 anni, essendo nato nel 1931 a Nāsiriyya. Anche in Iraq non furono particolarmente numerose le leve che raggiunsero il Baʿth se nel 1955 il partito contava appena 289 membri (284 musulmani e cinque cristiani) e 25 addirittura di essi non erano neppure nativi dell'Iraq (quindici giordani e palestinesi, cinque del Bahrayn, un libico, un tunisino, un saudita, uno del Hadramawt e un libanese).
Il primo Comando Nazionale del Baʿth fu votato nel marzo 1954 e l'Iraq, il Libano, la Giordania e la Siria furono rappresentati rispettivamente in base a un rapporto 1:1:2:3. Varrà la pena vedere più da vicino alcuni dati assai eloquenti sulla realtà dinamica di questo partito, proprio relativamente a questo Comando Nazionale che rimase in forza fra il 1954 e il 1970: un lungo periodo che vide il progressivo rafforzamento del Baʿth e la sua lenta ma costante penetrazione nei gangli politici e decisionali di Siria e Iraq. Intanto la composizione religiosa: solo il 48,9% di sunniti, il 27,3% di sciiti, il 6,8% di Drusi e il 17% di cristiani, dato già di enorme interesse in un contesto culturale che privilegiava negli stessi partiti politici le sole componenti islamiche tradizionali. Di non minore interesse è poi notare come fossero già presenti le due anime “militari” e “civili”, le due strategie cioè votate a condurre al successo il Baʿth (sei alti ufficiali delle forze armate su 45), mentre quanto al livello d'istruzione notiamo una spiccata presenza di diplomati e laureati e laureandi universitari (45 su 46).
Negli anni 1952-1963 i musulmani sciiti erano il 53,8%, gli arabi sunniti il 38,5%, i Curdi il 7,7%, laddove nel periodo 1963-1970 gli spostamenti sono invece massicci, segno di profondi mutamenti all'interno dell'esperienza irachena. I sunniti crescono in modo abnorme fino a raggiungere l'84,9% dei membri, gli sciiti crollano al 14,2%, i Curdi rimangono stabili e si assiste all'ingresso di un componente del Comando Iracheno di religione cristiana (che costituiva l'1,9%, essendo 53 i componenti complessivi di quell'organismo).
Se consideriamo che gli Arabi sunniti nel paese costituivano già all'epoca una minoranza relativamente agli Arabi sciiti (28,6% e 44,9% rispettivamente), con un 12,7% di Curdi e un 6,4% di cristiani, ci rendiamo subito conto che qualcosa di profondo è successo a livello delle strutture di partito in Iraq, paese in cui si assiste a un brusco innalzamento dei livelli d'istruzione, con un'età media dei membri del Comitato Regionale che si pone all'interno della fascia d'età che va dai 20-24 anni.
La scarsa incidenza politica del partito è forse responsabile della sostanziale marginalità del Baʿth nelle operazioni che condussero nel 1958 alla caduta della monarchia hascemita irachena di Faysal II d'Iraq, anche se i dati forniti dagli stessi baˁthisti parlano, sì, di 300 membri soli, “ma attivi”, affiancati da 1 200 “partigiani”, da 2 000 “sostenitori organizzati” e da 10 000 “simpatizzanti non organizzati”.
Un certo contrasto sembra essere allora esistito fra ʿAflaq e Rikābī, allora segretario del partito in Iraq, favorevole il primo all'“esaltazione” del ruolo svolto nell'occasione del colpo di Stato repubblicano, fautore di una linea più accorta il secondo, nonostante la sua giovane età.

### I fatti del 1958 e del 1963
In occasione dei fatti del 1958 le parole d'ordine del Baʿth erano indistinguibili da quelle dei filo-nasseriani e si ricorda ancora lo slogan gridato dai loro sostenitori: “al-waḥdat bākir bākir maʿa l-asmar ʿAbd al-Nāṣir” (Unità domani domani col castano ʿAbd al-Nāṣir). Il partito svolse un ruolo tutto sommato minimo nel periodo di presidenza del gen. ʿAbd al-Karīm Qāsim, stretto fra l'ideale di un neutralismo socialisteggiante (tanto da godere dell'iniziale supporto del Partito Comunista Iracheno) e quello di un gruppo di politici, usciti vittoriosi con il colpo di Stato del 1958, favorevole a un neutralismo isolazionista (Partito Nazional Democratico e il gen. ʿAbd al-Salām ʿĀrif).
I baathisti presero il potere in Iraq per la prima volta nel 1963, venendo però deposti pochi mesi dopo.
Per abbattere Qāsim, fu organizzato nel 1963 un piano con l'ausilio di militari, fra cui il generale a riposo Ahmad Hasan al-Bakr (iscrittosi nel 1960), di 48 anni e già coinvolto, poco dopo il 1958, in un complotto contro Qāsim, proveniente da una famiglia che era in ottimi rapporti con i maggiori esponenti della tribù Begāt di Tikrīt. Assieme a lui il trentasettenne generale Ṣāliḥ Mahdī ʿAmmāsh (iscritto dal 1952) e ʿAbd al-Sattār ʿAbd al-Latīf (più tardi uscito dal partito per far parte del Governo di ʿAbd al-Rahmān ʿĀrif).
Il complotto riuscì, grazie anche all'alleanza con ʿAbd al-Salām ʿĀrif, e Qāsim fu trucidato con 5 000 suoi sostenitori, facendo precedere il tutto dall'eliminazione di alcuni esponenti militari comunisti che si temeva avrebbero potuto reagire efficacemente al complotto (uccisione del generale dell'aviazione Jalāl al-Awqātī, superiore di ʿAmmāsh, esonerato e imprigionato pochi giorni prima del nuovo putsch). In base ad alcune rivelazioni (re Husayn di Giordania a Mohammed Hasanayn Haykal, direttore del quotidiano egiziano al-Ahrām) dietro il tutto la CIA non avrebbe svolto un ruolo insignificante.
Nel febbraio del 1963 i membri del partito Baʿth erano ormai non meno di 15 000 ma la gestione del potere non fu assolutamente esente da forme di acceso personalismo, come ebbe a denunciare lo stesso ʿAflaq, mentre saliva la fama di al-Saʿdī e del col. Mundhir al-Wandāwī, guida di una milizia paramilitare, cosiddetta “Guardia Nazionalista”, i cui organici crebbero in pochi mesi dalle 5 000 unità iniziali fino alle 34 000 dell'agosto 1963.
Nel novembre 1963 nuove elezioni per il Comando Regionale iracheno furono imposte, armi alla mano, da un gruppo di ufficiali guidati dal col. al-Mahdawī e, al termine di questo nuovo “putsch nel putsch”, al-Saʿdī e alcuni fra i suoi più fedeli seguaci furono costretti a prendere un aereo militare per un esilio a Madrid.

### La scissione
Nel 1966, il partito Baʿth originale si divise in due fazioni: una metà era guidata dai siriani, che rappresentavano la sinistra interna, favorevoli al socialismo arabo; un'altra metà era guidata dagli iracheni, che rappresentavano la destra interna e che erano più improntati su una forma araba di fascismo.
Entrambe le fazioni del Baʿth mantennero (e mantengono tuttora) lo stesso nome, ma con un'accanita rivalità, tanto che la fazione siriana sostenne la teocrazia iraniana nella guerra Iran-Iraq.

### Il regime dei fratelli ʿĀrif e il colpo di Stato del 1968
Un colpo di mano del gen. ʿAbd al-Salām ʿĀrif poneva di lì a poco fine alla contorta vicenda venutasi a creare, allontanando dal potere il Baˁth in Iraq ma tale parentesi filo-nasseriana (prolungatasi anche quando il gen. ʿAbd al-Rahmān ʿĀrif sostituì il fratello deceduto in circostanze misteriose, legate forse a un complotto) finì il 17 luglio del 1968, allorché un nuovo colpo di Stato fu portato a compimento dal Baʿth, perfezionato a fine mese dall'intervento di un gruppo di militari “di palazzo” che godeva della più grande e immeritata fiducia da parte del Presidente ʿAbd al-Rahmān ʿĀrif, anche se il quadro d'insieme del nuovo regime appariva sensibilmente disomogeneo e disgregato.
Il nuovo Governo fu un governo di coalizione: a otto baʿthisti si affiancavano infatti otto membri della cosiddetta “cricca di Palazzo”, il leader dei Fratelli Musulmani in Iraq, ʿAbd al-Karīm Zaydān, due veterani dei “Liberi Ufficiali”, tre conservatori e quattro Curdi, ivi compreso un rappresentante di Mustafà Bārzānī, capo tribale storico dei Curdi iracheni. Presidente diveniva Ahmed Hasan al-Bakr, capo della "rivoluzione" e primo ministro fino al 1979.

L'estrema eterogeneità della compagine fu subito evidente, così come i tentativi di ogni parte di prendere il sopravvento: il Baʿth in particolare puntava sull'esercito, cosicché il 30 luglio i carri armati della 10ª Brigata effettuarono un ulteriore colpo di mano, il Premier al-Nāyef arrestato ed esiliato e il potere, questa volta, gestito in prima e unica persona dal Baʿth.
Dal 1968 il ruolo dei sunniti all'interno del partito crebbe a dismisura, a danno di quell'equa partnership che fino ad allora era sempre stata espressa e che era sembrata rispondente alla realtà etnico-religiosa del Paese.
Dal 1968 (e ancor più dal 1973) si poté assistere a un'azione sempre più pervasiva della cosiddetta “mafia di Tikrīt” approssimativamente definita come la vittoria dell'ala civile su quella militare del partito.
Con l'accentuata debolezza ideologica del Baʿth, sempre più controllato dalle ferree mani di Saddam Hussein, cugino di Hasan al-Bakr e vicepresidente, non tardarono a riemergere antiche istanze localistiche sotto mentite spoglie moderne.
Già nel 1964 l'astro di Saddam Hussein era sorto accanto a quello del Presidente della Repubblica al-Bakr che aveva il compito di moderatore all'interno del regime. Saddam cercò di moderare le istanze laicistiche originarie del partito concedendo qualcosa agli ambienti religiosi con una modifica della Costituzione che affermava, ad esempio, che “l'Islam ... è il fondamento principale della Costituzione”), malgrado che nello Statuto del Baˁth fosse citato l'Islam solo per additarlo come un elemento culturale di arricchimento di una cultura eterogenea come quella irachena e che si fosse definito “arabo” colui che viveva semplicemente all'interno di un certo quadro geografico e che parlava la lingua araba. Nel 1976 Hussein fu anche nominato generale dell'esercito e sempre più uomo forte del regime.
Nel luglio del 1978 fu adottato un decreto per rendere illegale qualsiasi attività politica dei non-baʿthisti e l'appartenenza ad altri movimenti politici che non fossero il Baʿth fu punita con la morte.

### Lapurgadel 1979
Il 22 luglio 1979 Saddam Hussein orchestrò un'epurazione che coinvolse i massimi collaboratori del presidente iracheno del Consiglio del comando rivoluzionario (RCC) Ahmed Hasan al-Bakr: la linea di quest'ultimo, volta a stipulare trattati con Siria per la riunificazione dei due Baʿth, era stata appena sconfitta da Saddam (che vi vedeva il pericolo di un allentamento della sua presa sul potere), e il malato al-Bakr si era dimesso il 16 luglio (quando, sotto la minaccia della forza, aveva trasferito formalmente la presidenza e la presidenza del RCC al "caro compagno Saddam Hussein").
Fu allora che Saddam convocò un'assemblea di partito, per sancire la sua prevalenza sul segretario del RCC Muhyi Abdel-Hussein, che si era opposto al trasferimento di potere. Abdel-Hussein, piegato da giorni di torture fisiche e sotto la minaccia dell'esecuzione della sua famiglia, aveva confessato un ruolo da protagonista in un complotto appoggiato dalla Siria contro il governo iracheno e aveva dato i nomi di 68 presunti co-cospiratori; tra di essi vi era il vice-primo ministro Adnan Hussein, nonché vari ministri e responsabili di partito e sindacato.
Il 22 luglio 1979 l'assemblea, di cui aveva ordinato la videoregistrazione poi mandata in onda, si aprì con l'annuncio di Saddam, di aver scoperto una quinta colonna all'interno del partito. Sotto l'obiettivo delle telecamere, i sessantotto cospiratori furono rimossi dalla sala uno per uno, quando i loro nomi furono chiamati ed essi furono fatti alzare e furono portati via. Dopo che la lista fu letta, Saddam si congratulò con coloro che erano ancora seduti nella stanza per la loro lealtà passata e futura.
Gli arrestati furono successivamente processati insieme e giudicati colpevoli di tradimento: 22 di essi furono condannati all'esecuzione il 1º agosto 1979, mentre centinaia di membri di alto livello del partito Ba'ath in tutto il Paese venivano rimossi o giustiziati. L'annuncio fu dato dallo stesso Saddam, dal balcone del palazzo presidenziale, dinanzi a una folla acclamante di cinquantamila persone, mentre un nastro registrato dell'assemblea e delle esecuzioni fu distribuito in tutto il Paese.
Il saggista Christopher Hitchens sostiene che l'epurazione fu il momento-spartiacque, in cui Saddam divenne il padrone assoluto dell'Iraq, paragonabile alla notte dei lunghi coltelli nella Germania nazista o all'omicidio di Sergej Mironovič Kirov che diede luogo alle Grandi purghe in Unione Sovietica.
Con il rafforzamento personale del potere di Saddam Hussein (1979) in Iraq e di Hāfiz al-Asad in Siria, il Baʿth perse del tutto qualsiasi significato propositivo di tipo panarabo: incapace di incidere nella realtà del mondo arabo, perse anche la sua natura di partito pluralista, riducendosi al ruolo di acritico sanzionatore delle autocratiche decisioni prese dai due dittatori nazionali.

### Il dopo Hussein
Con la caduta di Saddam Hussein il partito di Ba'ath iracheno venne quindi bandito, e opera tuttora in esilio, sostenuto da altri partiti-satelliti affiliati alla sua fazione, allineati con il socialismo arabo.
Nel periodo successivo alla caduta di Saddam, con l'azione destabilizzante dell'ISIS, dell'Iran e degli Stati Uniti, sta aumentando la nostalgia della popolazione irachena verso Saddam, tanto che alcuni dei suoi più accaniti lealisti lo definiscono "il nostro Charles de Gaulle".

## Segretari regionali del Comando regionale
- 1951-1959 - Fuad al-Rikabi
- 1959-1962 - Talib Hussein ash-Shabibi
- 1962-1963 - Ali Salih al-Sadi
- 1963 - Hamdi Abd al-Majid
- 1963-1964 - Ahmed Hasan al-Bakr
- 1964-1966 - Saddam Hussein
- 1966-1979 - Ahmed Hasan al-Bakr
- 1979-2006 - Saddam Hussein
- 2007-2020 - Izzat Ibrahim al-Douri
- 2020-oggi - Mohammed Younis al-Ahmed

## Segretari generali del Comando Nazionale
- 1968-1989 - Michel Aflaq
- 1989-1992 - Vacante
- 1992-2006 - Saddam Hussein
- 2006-2020 - Izzat Ibrahim al-Douri
- 2020-oggi - Salah Al-Mukhtar

## Risultati elettorali
| Anno | Risultato | Seggi |
| ---- | --------- | ----- |
| 1980 | 74,8%     | 187   |
| 1984 | 73,2%     | 183   |
| 1989 | 82,8%     | 207   |
| 1996 | 64,4%     | 161   |
| 2000 | 66,0%     | 165   |